# Ветхозаветные пророчества о Христе
Ветхозаветные пророчества о Христе в христианском богословии — библейские пророчества о Мессии, содержащиеся в текстах Ветхого Завета и, по мнению христиан, исполненные Иисусом Христом.
С точки зрения христианского богословия пророчества указывают время прихода Христа, место и обстоятельства его рождения, а также родословную, жизнь и служение, миссию, смерть за грехи людей и воскресение из мёртвых.
В то же время учёные обнаружили, что практически никакие из так называемых «пророчеств» ими не являются: в оригинале либо говорится о событиях прошлого, либо не упоминается Мессия. Иудаизм считает большинство пророчеств ещё не исполненными и также не признаёт Иисуса из Назарета в качестве Мессии.

## Христианская позиция
Мессианские пророчества содержатся во многих книгах Ветхого Завета: в текстах Пятикнижия Моисея, в книгах библейских пророков, в исторических книгах, в притчах Соломона и в Книге псалмов (см. Мессианские псалмы). Описание исполнений этих пророчеств находится в Новом Завете, повествующем о жизни Иисуса Христа и содержащем многочисленные цитаты ветхозаветных пророчеств как от самого Иисуса, так и от евангелистов.
Традиция воспринимать ряд конкретных текстов в качестве мессианских пророчеств вырабатывалась иудейскими толкователями Танаха в течение долгого периода и к моменту рождения Иисуса насчитывала уже несколько столетий, включая в себя представления и о личности Мессии, и о его целях.
Ветхозаветные пророки предсказывали, что Сын Божий, как человек, родится в Вифлееме (Пс. 2:7; Мих. 5:2), Он будет отвергнут иудейскими священниками (Пс. 117:22), будет предан за тридцать сребреников одним из своих учеников (Зах. 11:12; Пс. 40:10), добровольно пойдёт на смерть (Ис. 53:7), будет распят в Иерусалиме вместе с разбойниками (Зах. 12:10; Ис. 53:12), скажет предсмертные слова (Пс. 21), воскреснет (Ос. 6:2), создаст Новый Завет (Ис. 42:6), станет ходатаем этого Нового Завета (Мал. 3:1) и создаст церковь, которая должна будет распространиться до всех краёв Земли (Быт. 49:10). Христианские богословы, основываясь на учении Нового Завета, утверждают, что все эти пророчества исполнились в Иисусе Христе.

## По темам

### Происхождение
Так, Мессия должен быть потомком Авраама, Исаака и Иакова. Происходить из колена Иудина (Быт. 49:10). Быть «корнем Иессея» и потомком Давида (3Цар. 2:4).

### Рождение

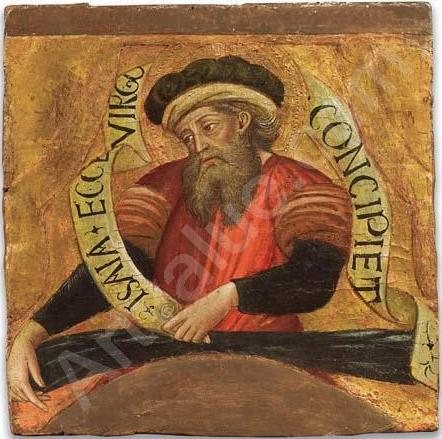
Пророк Исайя со свитком, на котором написаны слова пророчества: Ecce virgo concipiet et pariet filium («се, Дева во чреве приимет и родит Сына»)

Тот, которого происхождение от дней вечных и кто должен быть Владыкою в Израиле, должен родиться в Вифлееме (Мих. 5:2).
Вера в то, что Мессия должен родиться от девы, основана на тексте Книги пророка Исайи (Ис. 7:14). Об этом же предсказывает текст Быт. 3:15, согласно которому будущий победитель дьявола родится без семени мужчины. Это пророчество в христианской традиции условно называют «первоевангелием» — первым евангелием, первой благой вестью.

### Имя
В Книге пророка Исайи говорится:
«Итак, Сам Господь даст вам знамение: се, Дева во чреве приимет, и родит Сына, и нарекут имя Ему: Еммануил.» (Ис. 7:14).
Но Ангел приказал Иосифу назвать Мессию не именем Еммануил (имя Еммануил (Бог с нами) означает — то же что и Иисус (Иисус — русская транслитерация греческой формы Ιησούς еврейского имени ישוע (Иешу́а), в свою очередь являющегося краткой формой имени יהושע (Йехошу́а) (имя состоит из двух корней — «Йехова» (Бог) и «спасение»), то есть Бог родился нам, Который будет с нами.): «Иосиф, сын Давидов! не бойся принять Марию, жену твою, ибо родившееся в Ней есть от Духа Святаго; родит же Сына, и наречешь Ему имя Иисус, ибо Он спасёт людей Своих от грехов их» (Мф. 1:20-21). В данном случае слово «нарекут» в пророчестве рассматривалось как предсказание о том, кем будет наречён Мессия во время своей жизни, а не о том, какое имя было дано ему при рождении. В данном случае богословами проводится аналогия с первым исполнением этого пророчества в книге пророка Исаии (Ис. 8:3). Было предсказано, что сын будет наречён именем Еммануил (Ис.7:14), но пророку Бог сказал назвать своего сына другим именем (Ис. 8:3). Само же имя Еммануил было упомянуто в следующих словах пророчества: «и распростертие крыльев её будет во всю широту земли Твоей, Еммануил!» (Ис. 8:8). Подобным образом имя Еммануил в христианском богословии связывалось с тем, что суть имени Иисус подразумевает присутствие Бога с нами. Имя Еммануил также связывалось с богочеловеческой природой Христа и отзывами людей о присутствии Бога в деятельности Иисуса: «И всех объял страх, и славили Бога, говоря: великий пророк восстал между нами, и Бог посетил народ Свой. Такое мнение о Нём распространилось по всей Иудее и по всей окрестности.» (Лук.7:16,17)

### Время прихода
Текст Быт. 49:10 указывает на то, что Мессия должен прийти до утраты самоуправления и законодательства древней Иудеей.
В книге пророка Даниила (Дан. 9:25) указан год прихода Мессии, исчисляя от указа о восстановлении Иерусалима (указ Артаксеркса Неемии, 444 г. до н. э. Неем. 2:1-8). В последующих двух стихах предсказывается разрушение Иерусалима и Храма после смерти Мессии. Христиане считают, что это пророчество исполнилось в 70 году н. э., когда Иерусалим и Храм были разрушены войсками римского военачальника Тита, таким образом Мессия должен был прийти до этого разрушения. Произведённые расчёты указывают на 30 марта (10 нисана) 33 года — на дату торжественного въезда Иисуса в Иерусалим.

### Предательство
Мессия должен быть оценён в 30 серебряных монет, которые будут брошены на пол Храма (Зах. 11:12-13).
В Евангелии от Матфея говорится:
«Тогда сбылось реченное через пророка Иеремию, который говорит: „и взяли тридцать сребреников, цену Оценённого, Которого оценили сыны Израиля.“» (Мф. 27:9).
Пророк Иеремия упоминает только 7 сиклей серебра и 10 сребреников (Иер. 32:9); возможно, в сумме они и составляли 30 сребреников. Но основное упоминание находится в Книге пророка Захарии (Зах. 11:13).

### Страсти Христовы
Вера в то, что Мессия должен пострадать, опирается на ряд пророчеств. В этой связи наиболее известна 53 глава Книги пророка Исайи, которая содержит описание отвержения, страданий и смерти Мессии. Страдания Мессии описывают также пророк Захария (Зах. 12:10) и израильский царь Давид (Пс. 21:17) предсказывая, что Мессия будет пронзён. В Книге Премудрости Соломона израильский царь Соломон пророчествует, что Сын Божий воплотится в человека, будет обличать людей в их грехах и будет предан бесчестной смерти (Прем. Солом. 2:12-22).
Жертвоприношение Исаака Авраамом рассматривается в раннехристианской доктрине как предсказание мученичества Христа. Ещё иудейскими толкователями обещание Бога Аврааму «И благословятся в Семени твоем все народы земли за то, что ты послушался гласа Моего» (Быт. 22:18) после этого эпизода рассматривалось как мессианское пророчество. «Семя» толковалось как «потомок», то есть Иисус Христос. По мнению Отцов Церкви Иисус сам указал на эту историю как на прообраз предстоящей его голгофской жертвы: «Авраам, отец ваш, рад был увидеть день Мой; и увидел и возрадовался» (Ин. 8:56). Это мнение содержится уже в трудах Иринея Лионского (II век), Григория Богослова (IV век) и развивается последующими богословами. Ими сравнивается послушание Исаака воли Авраама и Иисуса воли Бога Отца, несение Исааком дров на гору называется прообразом несения Иисусом Креста, а его путь на гору — крестным путём на Голгофу.

#### Распятие
Христиане считают, что пророчества о распятии Христа меж двух разбойников сделал пророк Исайя в цикле своих пророчеств о пришествии Мессии:
- «Ему назначали гроб со злодеями, но Он погребен у богатого, потому что не сделал греха, и не было лжи в устах Его.» (Ис. 53:9)
- «Посему Я дам Ему часть между великими, и с сильными будет делить добычу, за то, что предал душу Свою на смерть, и к злодеям причтен был, тогда как Он понёс на Себе грех многих и за преступников сделался ходатаем.» (Ис. 53:12)

Кроме того, рассказ Иоанна о распятии включает фразу: «Итак пришли воины, и у первого перебили голени, и у другого, распятого с Ним. Но, придя к Иисусу, как увидели Его уже умершим, не перебили у Него голеней» (Ин. 19:32-33), что является исполнением пророчества из Псалмов: «Он хранит все кости его; ни одна из них не сокрушится» (Пс. 33:21).
В 21-м псалме Давид пророчески спел переживания Иисуса на кресте, Давид открыл нам его переживания, хотя сам Иисус сказал лишь несколько слов из этого псалма перед Своей смертью. Мф 27:46 …Эли, Эли! Лама шавактани?.. Мк 15:34 …Элоһи! Элоһи! Лама шавактани? (с иврита: Боже мой! Боже мой! для чего Ты оставил меня?)
Псалом 21
2. Боже мой! Боже мой! для чего Ты оставил меня? Далеки от спасения моего слова вопля моего.
3. Боже мой! я вопию днем, — и Ты не внемлешь мне, ночью, — и нет мне успокоения.

…

##### Деление одежды (бросание жребия)
Псалом 21
17. Ибо псы окружили меня, скопище злых обступило меня, пронзили руки мои и ноги мои.
18. Можно было бы перечесть все кости мои; а они смотрят и делают из меня зрелище;

19. делят ризы мои между собою и об одежде моей бросают жребий.

#### Погребение
Христианская традиция связывает два библейских пророчества с указанием на погребение Иисуса Христа:
- Ветхий Завет: Ему назначали гроб со злодеями, но Он погребён у богатого, потому что не сделал греха, и не было лжи в устах Его (Ис. 53:9). Пророчество указывает на погребение Иисуса в гробе Иосифа Аримафейского (богатого человека, члена Синедриона).
- Новый Завет: Тогда некоторые из книжников и фарисеев сказали: Учитель! хотелось бы нам видеть от Тебя знамение. Но Он сказал им в ответ: род лукавый и прелюбодейный ищет знамения; и знамение не дастся ему, кроме знамения Ионы пророка; ибо как Иона был во чреве кита три дня и три ночи, так и Сын Человеческий будет в сердце земли три дня и три ночи (Мф. 12:38-40). Пророчество указывает на самое погребение, а также на срок через который Иисус должен воскреснуть после погребения.

### Воскресение
Вера в то, что Мессия воскреснет из мёртвых, основывается на Псалме 15, а также на завершающих стихах 53 главы Книги пророка Исайи, которые описывают жизнь Мессии после казни (Пс. 15:10), (Ис. 53:10,12).
Ветхозаветные пророчества о Христе антиномичны: темы страдающего Мессии и грядущего во славе Царя часто сменяют одна другую. Наиболее отчётливо это выражено в пророчестве Исаии (Ис.53):
Он был презрен и умален пред людьми, муж скорбей и изведавший болезни, и мы отвращали от Него лице своё; Он был презираем, и мы ни во что ставили Его…Но Он изъязвлен был за грехи наши и мучим за беззакония наши; наказание мира нашего было на Нем, и ранами Его мы исцелились…Он истязуем был, но страдал добровольно и не открывал уст Своих; как овца, веден был Он на заклание, и как агнец пред стригущим его безгласен, так Он не отверзал уст Своих. …

когда же душа Его принесет жертву умилостивления, Он узрит потомство долговечное, и воля Господня благоуспешно будет исполняться рукою Его. На подвиг души Своей Он будет смотреть с довольством; чрез познание Его Он, Праведник, Раб Мой, оправдает многих и грехи их на Себе понесет. Посему Я дам Ему часть между великими, и с сильными будет делить добычу, за то, что предал душу Свою на смерть, и к злодеям причтен был, тогда как Он понес на Себе грех многих и за преступников сделался ходатаем.
Воскресением Христа из мёртвых разрешается и другая антиномия: Мессия есть обычный человек и бессмертный Бог: Пс. 2, 44, 109, Ис. 9:6, Иер. 23:5, Мих. 5:2, Мал. 3:1. Пророчества о вечном Царстве Израиля понимаются как возглавление Христом, пребывающим после Вознесения в вечности, Церкви в земной истории, а также как предсказания о Втором пришествии: Быт. 49:1, 2Цар. 7:13, Пс. 131:11, Дан. 7:13, 14.
В день Пятидесятницы ап. Пётр в первой проповеди христианской Церкви говорил о пророчествах в псалмах Давида (Деян. 2:22—36):
Иисуса Назорея…вы взяли и, пригвоздив руками беззаконных, убили;

но Бог воскресил Его, расторгнув узы смерти, потому что ей невозможно было удержать Его.

Ибо Давид говорит о Нем: …Ты не оставишь души моей в аде и не дашь святому Твоему увидеть тления.
Типологическое толкование Библии рассматривает исторические события Ветхого Завета как прообразы событий Нового Завета, так по словам св. ап. Павла, ветхозаветный закон был «детоводителем ко Христу» и «тенью будущих благ» (Гал. 3:24; Евр. 10:1). События ветхозаветной Пасхи — Исхода евреев из Египта представляет наиболее ёмкие прообразы Воскресения Христа, в частности:
- Ангел, видя знаки крови пасхального жертвенного агнца на дверях еврейских домов, проходит мимо (Пасха — досл. ивр. «проходить мимо»), из-за чего еврейские первенцы спасаются — это есть прообраз спасения всех людей Кровью Христа как Агнца закланного за грехи мира.
- С другой стороны, прообразом самого пасхального (избавительного) агнца является овен, которого обнаружил Авраам на горе Иегова-ире (досл. «Бог узрит») Быт. 22:1—18, а жертва Авраама своим сыном как прообраз жертвы Бога-Отца Сыном, избавление Исаака символизирует воскресение.
- Прохождение через стихию, как напр. переход евреев через море и погубление фараона, также является прообразом воскресения, обновления, перехода из старого «плотского» Египта в новую жизнь. То же относится к первому празднованию Пасхи после перехода через пустыню перед входом в Землю обетованную.

В качестве прообраза Своего будущего воскресения Христос говорит, что «не дастся иного знамения, кроме знамения Ионы-пророка ибо как Иона был во чреве кита три дня и три ночи, так и Сын Человеческий будет в сердце земли три дня и три ночи» (Мф. 12:39, 40). Вообще, до страданий, Христос пророчествовал ученикам о Своей будущей смерти и воскресении трижды, но апостолы не понимали смысла сказанного.
Оправдание от грехов связано с познанием Мессии (Ис. 53:11).

### Второе пришествие
Пророчества о «дне Господнем» (дне Яхве) в христианской традиции также связываются со Вторым пришествием.

Перед ними потрясётся земля, поколеблется небо; солнце и луна помрачатся, и звезды потеряют свой свет. И Господь даст глас Свой пред воинством Своим, ибо весьма многочисленно полчище Его и могуществен исполнитель слова Его; ибо велик день Господень и весьма страшен, и кто выдержит его?
— Иоил. 2:10-11

## По книгам
В ветхозаветных книгах, как считают теологи христианства и иудаизма, можно насчитать несколько сотен (более 450) пророчеств о Мессии и о его благодатном Царстве. Наиболее популярные из них перечислены.
| Текст | Толкование |
| --- | --- |
| «и вражду положу между тобою и между женою, и между семенем твоим и между семенем её; оно будет поражать тебя в голову, а ты будешь жалить его в пяту» (Быт. 3:15) | проклятие Богом Сатаны: потомок Евы в будущем поразит дьявола, но тот причинит ему физические страдания; предсказывается искупление Христом первородного греха. Наиболее древнее пророчество. |
| «Я благословлю благословляющих тебя, и злословящих тебя прокляну; и благословятся в тебе все племена земные» (Быт. 12:3) | обещание Бога потомкам Авраама. |
| «И благословятся в Семени твоем все народы земли за то, что ты послушался гласа Моего» (Быт. 22:18) | Бог хвалит Авраама за послушание во время Жертвоприношения Исаака. Слово «Семя» в оригинале стоит в единственном числе, то есть речь идет об определённом Потомке, от которого благословение распространится на всех людей. При этом Авраам, готовый пожертвовать сыном, становился параллелью Бога-Отца и Иисуса. |
| «Молодой Лев Иуда, с добычи, сын мой поднимается. Преклонился Он, лег, как лев и как львица: кто поднимет Его? Не отойдет скипетр от Иуды и законодатель от чресл его, доколе не придет Примиритель, и Ему покорность народов. Он привязывает к виноградной лозе осленка Своего и к лозе лучшего винограда сына ослицы Своей. Моет в вине одежду Свою и в крови гроздей винограда одеяние Своё» (Быт. 49:9—11) | предсказание происхождения Иисуса из рода Иуды — благословение Иаковом своих 12 сыновей. Колено Иуды будет иметь своих собственных правителей («скипетр») и законодателей до тех пор, пока не придет Мессия, называемый тут Примирителем — то есть время пришествия Примирителя тут приурочено к времени, когда потомки Иуды утратят свою политическую независимость. Лев символизирует Мессию, его сон — смерть, виноград, омывающий одежды — кровь, осел — Вход в Иерусалим. |

| Текст | Толкование         |
| --- | ------------------ |
| «Времени же, в которое сыны Израилевы обитали в Египте, было четыреста тридцать лет. По прошествии четырёхсот тридцати лет, в этот самый день вышло все ополчение Господне из земли Египетской ночью. Это — ночь бдения Господу за изведение их из земли Египетской; эта самая ночь — бдение Господу у всех сынов Израилевых в роды их. И сказал Господь Моисею и Аарону: вот устав Пасхи: никакой иноплеменник не должен есть её; а всякий раб, купленный за серебро, когда обрежешь его, может есть её; поселенец и наемник не должен есть её. В одном доме должно есть её, не выносите мяса вон из дома и костей её не сокрушайте. Все общество Израиля должно совершать её. Если же поселится у тебя пришлец и захочет совершить Пасху Господу, то обрежь у него всех мужеского пола, и тогда пусть он приступит к совершению её и будет как природный житель земли; а никакой необрезанный не должен есть её; один закон да будет и для природного жителя и для пришельца, поселившегося между вами. И сделали все сыны Израилевы: как повелел Господь Моисею и Аарону, так и сделали. В этот самый день Господь вывел сынов Израилевых из земли Египетской по ополчениям их». (Ис. 12:40—50) | предсказание Пасхи |

| Текст | Толкование |
| --- | --- |
| «Вижу Его, но ныне ещё нет; зрю Его, но не близко. Восходит звезда от Иакова и восстает жезл от Израиля, и разит князей Моава и сокрушает всех сынов Сифовых» (Чис. 24:17) | предсказание пророка Валаама, смотрящего с горы на еврейский народ, о «Потомке» этого народа, который именуется «звездой» и «жезлом». Валаам предсказывает поражение пригласивших его князей Моава и потомков Сифа, подразумевая здесь сокрушение сил зла, ополчающихся на Царство Мессии. «Звезда» из текста также повлияла на сюжет Вифлеемской звезды. |

| Текст | Толкование                                                    |
| --- | ------------------------------------------------------------- |
| «Я воздвигну им Пророка из среды братьев их, такого как ты, и вложу слова Мои в уста Его, и Он будет говорить им все, что Я повелю Ему; а кто не послушает слов Моих, которые [Пророк тот] будет говорить Моим именем, с того Я взыщу» (Втор. 18:17—19) | предсказание Бога Моисею на смертном одре о грядущем пророке. |

| Текст                                                 | Толкование |
| ----------------------------------------------------- | --- |
| «Я утвержу престол Царства Его на веки» (2Цар. 7:13). | Бог обещает Давиду устами пророка Нафана устроить в лице его потомка вечное Царство. Будучи царем и пророком, а также в известной мере священником, царь Давид также сам является прообразом (предуказанием), примером величайшего Царя, Пророка и Первосвященника — Христа, потомка Давида. |
|                                                       | |

| Текст | Толкование                                            |
| --- | ----------------------------------------------------- |
| «А я знаю, Искупитель мой жив, и Он в последний день восставит из праха распадающуюся кожу мою сию, и я во плоти моей узрю Бога. Я узрю Его сам; мои глаза, не глаза другого, увидят Его. Истаевает сердце мое в груди моей!» (Иов. 19:25—27) | предсказание Иова об Искупителе и воскресении мёртвых |

| Текст | Толкование | НЗ                                     |
| --- | --- | -------------------------------------- |
| «Зачем мятутся народы, и племена замышляют тщетное? Восстают цари земли, и князья совещаются вместе против Господа и против Помазанника Его» (и т. д.) (Пс. 2) | Предсказание о Царстве Мессии. Давид предсказывает вражду и восстание против Мессии со стороны его врагов. Впервые говорится, что Мессия будет Сыном Божьим. Поскольку Давид является прообразом Христа, часто то, что он пишет в первом лице, как бы о себе относится не к Давиду, а к Христу. |                                        |
| «Господи, Боже наш! как величественно имя Твое по всей земле! Слава Твоя простирается превыше небес! Из уст младенцев и грудных детей Ты устроил хвалу, ради врагов Твоих, дабы сделать безмолвным врага и мстителя. Когда взираю я на небеса Твои — дело Твоих перстов, на луну и звезды, которые Ты поставил, то что [есть] человек, что Ты помнишь его, и сын человеческий, что Ты посещаешь его? Не много Ты умалил его пред Ангелами: славою и честью увенчал его; поставил его владыкою над делами рук Твоих; все положил под ноги его: овец и волов всех, и также полевых зверей, птиц небесных и рыб морских, все, преходящее морскими стезями». (Пс. 8:1—9) | Предсказание о страданиях Христа, также о славе Мессии |                                        |
| «…Всегда видел Я пред Собою Господа, ибо Он одесную, не поколеблюсь. Оттого возрадовалось сердце Мое и возвеселился язык Мой. Даже и плоть Моя упокоится в уповании. Ибо Ты не оставишь души Моей в аде и не дашь Святому Твоему видеть тление. Ты укажешь Мне путь жизни: полнота радостей пред лицом Твоим, блаженство в деснице Твоей вовек» (Пс. 15:7—11) | Предсказание о страданиях, смерти и воскресении. Христос не увидит тление |                                        |
| (Пс. 17) | Предсказание о пришествии Мессии. |                                        |
| (Пс. 19, 20) | Предсказание о Царстве Мессии. |                                        |
| «Боже мой! Боже мой! для чего Ты оставил меня? Далеки от спасения моего слова вопля моего. Боже мой! я вопию днем, — и Ты не внемлешь мне, ночью, — и нет мне успокоения. (…) Я же червь, а не человек, поношение у людей и презрение в народе. Все, видящие меня, ругаются надо мною, говорят устами, кивая головою: „он уповал на Господа; пусть избавит его, пусть спасет, если он угоден Ему“. Но Ты извел меня из чрева, вложил в меня упование у грудей матери моей. На Тебя оставлен я от утробы; от чрева матери моей Ты — Бог мой. Не удаляйся от меня, ибо скорбь близка, а помощника нет. Множество тельцов обступили меня; тучные Васанские окружили меня, раскрыли на меня пасть свою, как лев, алчущий добычи и рыкающий. Я пролился, как вода; все кости мои рассыпались; сердце мое сделалось, как воск, растаяло посреди внутренности моей. Сила моя иссохла, как черепок; язык мой прильпнул к гортани моей, и Ты свел меня к персти смертной. Ибо псы окружили меня, скопище злых обступило меня, пронзили руки мои и ноги мои. Можно было бы перечесть все кости мои; а они смотрят и делают из меня зрелище; делят ризы мои между собою и об одежде моей бросают жребий. Но Ты, Господи, не удаляйся от меня; сила моя! поспеши на помощь мне; избавь от меча душу мою и от псов одинокую мою; спаси меня от пасти льва и от рогов единорогов, услышав, [избавь] меня. Буду возвещать имя Твое братьям моим, посреди собрания восхвалять Тебя. Боящиеся Господа! восхвалите Его. Все семя Иакова! прославь Его. Да благоговеет пред Ним все семя Израиля, ибо Он не презрел и не пренебрег скорби страждущего, не скрыл от него лица Своего, но услышал его, когда сей воззвал к Нему. О Тебе хвала моя в собрании великом; воздам обеты мои пред боящимися Его. Да едят бедные и насыщаются; да восхвалят Господа ищущие Его; да живут сердца ваши во веки! Вспомнят, и обратятся к Господу все концы земли, и поклонятся пред Тобою все племена язычников, ибо Господне есть царство, и Он — Владыка над народами. Будут есть и поклоняться все тучные земли; преклонятся пред Ним все нисходящие в персть и не могущие сохранить жизни своей. Потомство [мое] будет служить Ему, и будет называться Господним вовек: придут и будут возвещать правду Его людям, которые родятся, что сотворил Господь» (Пс. 21:2—32) | Предсказание о Страстях, смерти и воскресении. № 2 дословно совпадает с Словами Иисуса на кресте. «Он уповал на Бога — пусть избавит его» — буквально было повторено иудейскими первосвященниками и книжниками у Матфея. № 39 — указывание на недостаточность ветхозаветных жертв для искупления (прощения) человеческих грехов и свидетельство о предстоящих страданиях Мессии.                                     | Мк 15:29, Лк 23:33, Мф 27:35, Мф 27:43 |
| (Пс. 30) | Предсказание о страданиях, смерти и воскресении. |                                        |
| (Пс. 39) | Предсказание о страданиях, смерти и воскресении. |                                        |
| (Пс. 40) | Предсказание о страданиях, смерти и воскресении, о предательстве Иуды. |                                        |
| (Пс. 44) | Предсказание о Царстве Мессии, также предсказание о Невесте. Также Давид пишет о божестве — Мессии, причем выявляя разницу между Лицами в Боге (между Богом помазывающим и Богом помазанны)м, данное пророчество подводило фундамент для веры в Триипостасного. |                                        |
| (Пс. 49) | Предсказание о пришествии Мессии. |                                        |
| (Пс. 54) | Предсказание о предательстве Иуды. |                                        |
| (Пс. 65) | Предсказание о Царстве Мессии, страданиях, смерти и воскресении. |                                        |
| (Пс. 67) | Предсказание о пришествии Мессии и о вознесении его на небо. |                                        |
| (Пс. 68) | Предсказание о страданиях, смерти и воскресении. |                                        |
| «…И поклонятся Ему все цари, все народы будут служить Ему. Ибо Он избавит нищего, вопиющего и угнетенного, у которого нет помощника… Будет имя Его благословенно вовек. Доколе пребывает солнце, будет передаваться имя Его, и благословятся в Нем все племена земные, все народы ублажат Его…» (и т. д.) (Пс. 71) | Предсказание о Царстве Мессии. Гимн хвалы Мессии |                                        |
| «Приидите, воспоем Господу, воскликнем твердыне спасения нашего; предстанем лицу Его со славословием, в песнях воскликнем Ему, ибо Господь есть Бог великий и Царь великий над всеми богами. В Его руке глубины земли, и вершины гор — Его же; Его — море, и Он создал его, и сушу образовали руки Его. Приидите, поклонимся и припадем, преклоним колени пред лицем Господа, Творца нашего; ибо Он есть Бог наш, и мы — народ паствы Его и овцы руки Его. О, если бы вы ныне послушали гласа Его: „не ожесточите сердца вашего, как в Мериве, как в день искушения в пустыне, где искушали Меня отцы ваши, испытывали Меня, и видели дело Мое. Сорок лет Я был раздражаем родом сим, и сказал: это народ, заблуждающийся сердцем; они не познали путей Моих, и потому Я поклялся во гневе Моем, что они не войдут в покой Мой“» (Пс. 94) | Предсказание о наследовании праведниками вечного покоя, также о том, что Мессия будет неузнан. |                                        |
| (Пс. 95—97) | Предсказание о пришествии Мессии, о Страшном Суде (пс. 96). |                                        |
| (Пс. 98) | Предсказание о страданиях, смерти и воскресении. |                                        |
| (Пс. 108) | Предсказание о предательстве Иуды. |                                        |
| «Сказал Господь Господу моему: седи одесную Меня, доколе положу врагов Твоих в подножие ног Твоих. Жезл силы Твоей пошлет Господь с Сиона: господствуй среди врагов Твоих. В день силы Твоей народ Твой готов во благолепии святыни; из чрева прежде денницы подобно росе рождение Твое. Клялся Господь и не раскается: Ты священник вовек по чину Мелхиседека. Господь одесную Тебя. Он в день гнева Своего поразит царей; совершит суд над народами, наполнит [землю] трупами, сокрушит голову в земле обширной. Из потока на пути будет пить, и потому вознесет главу» (Пс. 109:1—7) | Предсказание о Царстве Мессии, также о священстве Мессии: онвыступает не только как Жертва, но и Священник, приносящий жертву Богу самого себя. Сообщается несколько и новых сведений, например, рождение Мессии изображается как предвечное событие. Долгожитель Мелхиседек рассматривается как параллель Христа — вечного священника. Слова «из чрева» означают, что Сын Божий имеет одно существо с Богом Отцом.. |                                        |
| «Камень, который отвергли строители, соделался главою угла: это — от Господа, и есть дивно в очах наших» (Пс. 117:22—23) | Предсказание, что Христос («камень») — основание Церкви. | Мф 21:42                               |
| «Клялся Господь Давиду в истине, и не отречется её: „от плода чрева твоего посажу на престоле твоем“» (Пс. 131:11) | Предсказание о вечном Царстве Мессии. |                                        |

| Текст | Толкование          |
| --- | ------------------- |
| «Кто восходил на небо и нисходил? кто собрал ветер в пригоршни свои? кто завязал воду в одежду? кто поставил все пределы земли? какое имя ему? и какое имя сыну его? знаешь ли?» (Прит. 30:4) | предсказание о Сыне |

| Текст | Толкование | НЗ        |
| --- | --- | --------- |
| «слухом услышите — и не уразумеете, и очами смотреть будете — и не увидите. Ибо огрубело сердце народа сего, и ушами с трудом слышат, и очи свои сомкнули, да не узрят очами, и не услышат ушами, и не уразумеют сердцем, и не обратятся, чтобы Я исцелил их» (Ис. 6:9—10) | Предсказание того, что Мессия не будет узнан и понят евреями. |           |
| «Итак Сам Господь даст вам знамение: се, Дева во чреве приимет и родит Сына, и нарекут имя Ему: Еммануил» (Ис. 7:14) | предсказание Исайи о рождении Христа от Девы. Сказано это царю Ахазу с целью заверить егов том, что он и его дом не будут истреблены Сирийским и Израильским царями. Один из потомков Ахаза будет обещанным Мессией.    |           |
| «…Разумейте народы и покоритесь: Ибо с нами Бог… Младенец родился нам — Сын дан нам; владычество на раменах Его, и нарекут Имя Ему: Чудный, Советник, Бог Крепкий, Отец вечности, Князь мира…» (и т. д.) (Ис. 9:6) | Исаия пишет, что народ Божий не должен бояться козней своих врагов, потому что замыслы их не осуществятся. |           |
| «Прежнее время умалило землю Завулонову и землю Неффалимову; но последующее — возвеличит приморский путь, Заиорданскую страну, Галилею языческую. Народ, ходящий во тьме, увидит свет великий, на живущих в стране тени смертной воссияет свет» (Ис. 9:1—2) | Предсказание о проповеди Мессии в северной части св. Земли, в пределах колен Завулона и Неффалима, которую называли Галилеей.                                                                                           | Мф 4:16   |
| «Ибо младенец родился нам — Сын дан нам; владычество на раменах Его, и нарекут имя Ему: Чудный, Советник, Бог крепкий, Отец вечности, Князь мира. Умножению владычества Его и мира нет предела на престоле Давида и в царстве его, чтобы Ему утвердить его и укрепить его судом и правдою отныне и до века. Ревность Господа Саваофа соделает это» (Ис. 9:6—7) | предсказание о Богочеловеке. |           |
| «И произойдет отрасль от корня Иессеева, и ветвь произрастет от корня его. И почиет на Нем Дух Господень, дух премудрости и разума, дух совета и крепости, дух ведения и благочестия…» (и т. д.) (Ис. 11:1—5) | предсказание о справедливом судии. «Отрасль» — другое именование Мессии у Исайи. Онпредсказывает о помазании Христа семью дарами Святого Духа, то есть всей полнотой благодати Духа, что осуществилось в день Крещения. |           |
| «Посему так говорит Господь Бог: вот, Я полагаю в основание на Сионе камень, камень испытанный, краеугольный, драгоценный, крепко утверждённый: верующий в него не постыдится» (Ис. 28:16) | Пророчество о Царстве Мессии, который именуется «Камнем» — основанием Царства. |           |
| «Тогда откроются глаза слепых, и уши глухих отверзутся. Тогда хромой вскочит, как олень, и язык немого будет петь; ибо пробьются воды в пустыне, и в степи — потоки» (Ис. 35:5—6) | Пророчество об исцелениях Христом. |           |
| «Вот, Отрок Мой, Которого Я держу за руку, избранный Мой, к которому благоволит душа Моя. Положу дух Мой на Него, и возвестит народам суд, не возопиет и не возвысит голоса Своего, и не даст услышать его на улицах; трости надломленной не переломит, и льна курящегося не угасит; будет производить суд по истине…» (и т. д.) (Ис. 42:1—9) | пророчество о судии над народами, о делах Христа и его качествах, в особенности, о его милосердии и кротости |           |
| «… мало того, что Ты будешь рабом Моим для восстановления колен Иаковлевых и для возвращения остатков Израиля, но Я сделаю Тебя светом народов, чтобы спасение Мое простерлось до концов земли. Так говорит Господь, Искупитель Израиля, Святый Его, презираемому всеми, поносимому народом, рабу властелинов: цари увидят, и встанут; князья поклонятся ради Господа, Который верен, ради Святаго Израилева, Который избрал Тебя» (Ис. 49:5—7) | пророчество об обращении язычников — Мессия будет не только для евреев. |           |
| «Господь Бог дал Мне язык мудрых, чтобы Я мог словом подкреплять изнемогающего… Я предал хребет Мой бьющим и ланиты Мои — поражающим, лица Моего не закрывал от поруганий и оплевания. И Господь Бог помогает Мне, поэтому Я не стыжусь» (Ис. 50:4—1) | пророчество о Страстях |           |
| «Вот, раб Мой будет благоуспешен, возвысится и вознесется, и возвеличится. Как многие изумлялись, [смотря] на Тебя, — столько был обезображен паче всякого человека лик Его, и вид Его — паче сынов человеческих!» (Ис. 52:13—14) | пророчество о страдающем рабе |           |
| «[Господи!] Кто поверил слышанному от нас, и кому открылась мышца Господня? Ибо Он взошел пред Ним, как отпрыск и как росток из сухой земли; нет в Нем ни вида, ни величия; и мы видели Его, и не было в Нем вида, который привлекал бы нас к Нему. Он был презрен и умален пред людьми, муж скорбей и изведавший болезни, и мы отвращали от Него лице своё; Он был презираем, и мы ни во что ставили Его. Но Он взял на Себя наши немощи и понес наши болезни; а мы думали, [что] Он был поражаем, наказуем и уничижен Богом. Но Он изъязвлен был за грехи наши и мучим за беззакония наши; наказание мира нашего [было] на Нем, и ранами Его мы исцелились. Все мы блуждали, как овцы, совратились каждый на свою дорогу: и Господь возложил на Него грехи всех нас. Он истязуем был, но страдал добровольно и не открывал уст Своих; как овца, веден был Он на заклание, и как агнец пред стригущим его безгласен, так Он не отверзал уст Своих. От уз и суда Он был взят; но род Его кто изъяснит? ибо Он отторгнут от земли живых; за преступления народа Моего претерпел казнь. Ему назначали гроб со злодеями, но Он погребен у богатого, потому что не сделал греха, и не было лжи в устах Его. Но Господу угодно было поразить Его, и Он предал Его мучению; когда же душа Его принесет жертву умилостивления, Он узрит потомство долговечное, и воля Господня благоуспешно будет исполняться рукою Его. На подвиг души Своей Он будет смотреть с довольством; чрез познание Его Он, Праведник, Раб Мой, оправдает многих и грехи их на Себе понесет. Посему Я дам Ему часть между великими, и с сильными будет делить добычу, за то, что предал душу Свою на смерть, и к злодеям причтен был, тогда как Он понес на Себе грех многих и за преступников сделался ходатаем» (Ис. 53:1—12) | пророчество об агнце божьем, Страстях Христовых и о воскрешении |           |
| «Возвеселись неплодная, нерождающая, воскликни и возгласи немучившаяся родами, потому что у оставленной гораздо более детей, нежели у имеющей мужа… ты распространишься направо и налево, и потомство твое завладеет народами и населит опустошенные города»(Ис. 54:1-5) | Пророчество о распространении среди язычников. | Гал. 4:27 |
| «Преклоните ухо ваше и придите ко Мне: послушайте, и жива будет душа ваша, — и дам вам завет вечный, неизменная милость, обещанная Давиду» (Ис. 55:3) | Пророчество о новом завете. |           |
| «Дух Господа Бога на Мне, ибо Господь помазал Меня благовествовать нищим, послал Меня исцелять сокрушенных сердцем, проповедывать пленным освобождение и узникам открытие темницы, проповедывать лето Господне благоприятное и день мщения Бога нашего, утешить всех сетующих» (Ис. 61:1—2) | Пророчество о великом терпении Христа и снисхождении к немощи человеческой, цели его пришествия — исцелить душевные недуги людей.                                                                                       |           |

| Текст | Толкование                                                                                          |
| --- | --------------------------------------------------------------------------------------------------- |
| «…Вот, наступают дни, говорит Господь, и восставлю Давиду Отрасль праведную, и воцарится Царь, и будет поступать мудро, и будет производить суд и правду на земле. Во дни Его Иуда спасется и Израиль будет жить безопасно; и вот имя Его, которым будут называть Его: „Господь оправдание наше!“…» (и т. д.) (Иер. 23) | Мессия называется Богом                                                                             |
| «Вот наступают дни, говорит Господь, когда Я заключу с домом Израиля и с домом Иуды новый завет, не такой завет, какой Я заключил с отцами их в тот день, когда взял их за руку, чтобы вывести их из земли Египетской; тот завет Мой они нарушили, хотя Я оставался в союзе с ними, говорит Господь. Но вот завет, который Я заключу с домом Израилевым после тех дней, говорит Господь: вложу закон Мой во внутренность их и на сердцах их напишу его, и буду им Богом, а они будут Моим народом. И уже не будут учить друг друга, брат брата, и говорить: „познайте Господа“, ибо все сами будут знать Меня, от малого до большого, говорит Господь, потому что Я прощу беззакония их и грехов их уже не воспомяну более» (Иер. 31:31—34) | пророчество о новом Завете — союзе между человеком и Богом, вместо старого, заключенного с Моисеем. |

| Текст | Толкование                   |
| --- | ---------------------------- |
| «А раб Мой Давид будет Царем над ними и Пастырем всех их, и они будут ходить в заповедях Моих, и уставы Мои будут соблюдать и выполнять их» (Иез. 37:24) | Пророчество о вечном Царстве |

| Текст | Толкование | НЗ       |
| --- | --- | -------- |
| «Семьдесят седьмин определены для народа твоего и святого города твоего, чтобы покрыто было преступление, запечатаны грехи и заглажены беззакония, и чтобы приведена была правда вечная, и запечатаны были видения и пророк, и помазан был Святый святых. Итак, знай и разумей: с того времени, как выйдет повеление о восстановлении Иерусалима, до Христа Владыки семь седьмин и шестьдесят две седьмины. И возвратится народ, и обстроятся улицы и стены, но в трудные времена. И по истечении шестидесяти двух седьмин предан будет смерти Христос, и не будет; а город и святилище разрушены будут народом вождя, который придет, и конец его будет как от наводнения, и до конца войны будут опустошения. И утвердит завет для многих одна седьмина, а в половине седьмины прекратится жертва и приношение, и на крыле святилища будет мерзость запустения, и окончательная предопределенная гибель постигнет опустошителя» (Дан. 9:24—27) | Предсказание о времени пришествия Мессии — со времени издания указа о восстановлении Иерусалима (после вавилонского пленения) следует начать исчисление года пришествия Мессии и утверждения Нового Завета. Для народа иудейского и для святого города определено семьдесят седьмин (70 х 7 = 490 лет), пока не придет Святой святых (Христос). Он изгладит беззакония, принесет вечную правду и исполнит все пророчества. Началом этих седьмин будет издание указа о новой постройке Иерусалима и храма, окончанием — повторное разорение обоих. Порядок таков: в продолжении 1-х 7 седьмин (то есть 49-ти лет) будет возобновлен Иерусалим и храм. Потом, к концу последующих 62 седьмин (то есть 434 лет) придет Христос, но он пострадает и будет предан смерти. В течение последней седьмины будет утвержден Новый Завет, и в половине этой седьмины прекратятся обычные жертвоприношения в иерусалимском храме, а во святилище будет мерзость запустения. Тогда придет народ, управляемый вождем, который разрушит святой город и Храм. | Мф 24:15 |
| «Видел я в ночных видениях, вот, с облаками небесными шел как бы Сын человеческий, дошел до Ветхого днями и подведен был к Нему. И Ему дана власть, слава и царство, чтобы все народы, племена и языки служили Ему; владычество Его — владычество вечное, которое не прейдет, и царство Его не разрушится». (Дан. 7:13—14) | пророчество о вечном Царстве, о Страшном Суде, указание на человеческую природу |          |
| | |          |

| Текст | Толкование                            | НЗ          |
| --- | ------------------------------------- | ----------- |
| «В скорби своей они с раннего утра будут искать Меня и говорить: пойдем и возвратимся к Господу! ибо Он уязвил — и Он исцелит нас, поразил — и перевяжет наши раны. Оживит нас через два дня, в третий день восставит нас, и мы будем жить пред лицом Его» (Ос. 6:1—2) | упоминание о воскресении через 3 дня. | 1 Кор. 15:4 |

| Текст | Толкование                        |
| --- | --------------------------------- |
| «И будет в тот день, говорит Господь Бог: произведу закат солнца в полдень и омрачу землю среди светлого дня. И обращу праздники ваши в сетование и все песни ваши в плач, и возложу на все чресла вретище и плешь на всякую голову; и произведу [в] [стране] плач, как о единственном сыне, и конец её будет — как горький день» (Амос. 8:9—10) | пророчество о тьме во время казни |

| Текст | Толкование                                                          |
| --- | ------------------------------------------------------------------- |
| «И ты, Вифлеем-Ефрафа, мал ли ты между тысячами Иудиными? из тебя произойдет Мне Тот, Который должен быть Владыкою в Израиле и Которого происхождение из начала, от дней вечных» (Мих. 5:2) | пророчество о месте рождения. Мессия называется Богом, единосущным. |

| Текст | Толкование                                              |
| --- | ------------------------------------------------------- |
| «Еще раз, и это будет скоро, — Я потрясу небо и землю, море и сушу, и потрясу все народы, — и придет Желаемый всеми народами, и наполню дом сей (храм) славою, говорит Господь Саваоф… Слава сего последнего Храма будет больше, нежели прежнего» (Агг. 2:6-7) | Пророчество о пришествии Мессии во время Второго Храма. |

| Текст | Толкование |
| --- | --- |
| «И показал он мне Иисуса, великого иерея, стоящего перед Ангелом Господним, и сатану, стоящего по правую руку его, чтобы противодействовать ему… Вот, Я привожу раба Моего, Отрасль. Ибо вот тот камень, Который Я полагаю перед Иисусом, на этом одном камне — семь очей, вот я вырежу на нём начертание его, говорит Господь Саваоф, и изглажу грехи земли сей в один день… и воззрят на Него, Которого пронзили, и будут рыдать о Нем, как рыдают о единородном сыне, и скорбеть, как скорбят о первенце… В тот день откроется источник дому Давидову и жителям Иерусалима для омытия греха и нечистоты» (Зах. 3) | Описывается видение великого иерея Иисуса, одетого сначала в окровавленные, а потом в светлые ризы, что символизировало нравственное состояние народа: сначала греховное, а потом — праведное. Также раскрывается тайна искупления. Согласно пророчеству, очищение грехов народа произойдет в один день — то есть для этого потребуется только единичная Жертва. |
| «Вот муж — имя Ему Отрасль, Он произрастет из Своего корня и создаст Храм Господень, Будет и священником на престоле Своем» (Зах. 6:12) | Пророчество о пришествии Мессии во время Второго Храма. |
| «Ликуй от радости, дщерь Сиона, торжествуй, дщерь Иерусалима: се Царь твой грядет к тебе, праведный и спасающий, кроткий, сидящий на ослице и на молодом осле, сыне подъяремной… Он возвестит мир народам, и владычество Его будет от моря до моря и от реки до концов земли. А что до тебя, ради крови завета твоего Я освобожу узников твоих из рва, в котором нет воды» (Зах. 9:9-11) | пророчество о въезде в Иерусалим на осляти — то есть о том, что Христос принесет мир, так как ослица — символ мира |
| «И возьму жезл Мой — благоволения и переломлю его, чтобы уничтожить завет, который заключил Я со всеми народами. И он уничтожен будет в тот день, и тогда узнают бедные из овец, ожидающие Меня, что это слово Господа. И скажу им: если угодно вам, то дайте Мне плату Мою; если же нет, — не давайте; и они отвесят в уплату Мне тридцать сребренников. И сказал мне Господь: брось их в церковное хранилище, — высокая цена, в какую они оценили Меня! И взял Я тридцать сребренников и бросил их в дом Господень для горшечника» (Зах. 11:10—13)                                                                 | пророчество о тридцати сребренниках |
| «И будет в тот день, Я истреблю все народы, нападающие на Иерусалим. А на дом Давида и на жителей Иерусалима изолью дух благодати и умиления, и они воззрят на Него, Которого пронзили, и будут рыдать о Нем, как рыдают об единородном сыне, и скорбеть, как скорбят о первенце» (Зах. 12:9—10) | пророчество о крестных страданиях Мессии, о пронзении его копьем и о раскаянии народа |
| «…И будет в тот день: не станет света, светила удалятся. День этот будет единственный, ведомый только Господу: ни день, ни ночь» (и т. д.) (Зах. 14:1—9) | пророчество о тьме в час Распятия |

| Текст | Толкование                                               |
| --- | -------------------------------------------------------- |
| «Вот, Я посылаю Ангела Моего, и он приготовит путь предо Мною, и внезапно придет в храм Свой Господь, Которого вы ищете, и Ангел завета, Которого вы желаете; вот, Он идет, говорит Господь Саваоф. И кто выдержит день пришествия Его, и кто устоит, когда Он явится? Ибо Он — как огонь расплавляющий и как щелок очищающий, и сядет переплавлять и очищать серебро, и очистит сынов Левия и переплавит их, как золото и как серебро, чтобы приносили жертву Господу в правде. Тогда благоприятна будет Господу жертва Иуды и Иерусалима, как во дни древние и как в лета прежние. И приду к вам для суда и буду скорым обличителем чародеев и прелюбодеев и тех, которые клянутся ложно и удерживают плату у наемника, притесняют вдову и сироту, и отталкивают пришельца, и Меня не боятся, говорит Господь Саваоф» (Мал. 3:1—5) | пророчество об Иоанне Предтече. Мессия называется Богом. |

| Текст | Толкование              | НЗ        |
| --- | ----------------------- | --------- |
| «Сей Бог наш, и никто другой не сравнится с Ним. Он нашел все пути премудрости и даровал её рабу Своему Иакову и возлюбленному Своему Израилю. После того Он явился на земле и обращался между людьми» (Вар. 3:36—38) | Указание на пришествие. | Откр. 4-5 |

## Критика
Лишь немногие цитаты из сотен приводимых христианами стихов были предсказаниями. Так, в Ос. 11:1 (цитируемом в Мф. 2:15) даже не содержится глаголов будущего времени — в стихе описано событие из прошлого: «из Египта [Я] вызвал сына Моего». В данном контексте говорится об Израиле как о сыне Божьем и упоминается исход.
Ветхозаветные стихи, которые считались относящимися к приходу Христа, в библейской критике либо больше не считаются пророчествами, либо рассматриваются как не имеющие никакого отношения к Мессии. К такому заключению научное общество пришло потому, что приводимые стихи не заявляют о том, что являются предсказаниями, а Мессия в них не указан в явном виде. Современные иудеи также не считают ни одно из пророчеств исполненным Иисусом и вообще не рассматривают многие упоминаемые стихи как мессианские пророчества.
Древние евреи до I века н. э. имели множество разнообразных представлений о Мессии, но ни одно из них не включало в себя спасителя, который был бы похож на Иисуса. Мессия не должен был страдать и умирать за грехи человечества, а главы вроде Ис. 53 и Пс. 21 относятся не ко Христу.

## Изображения пророков

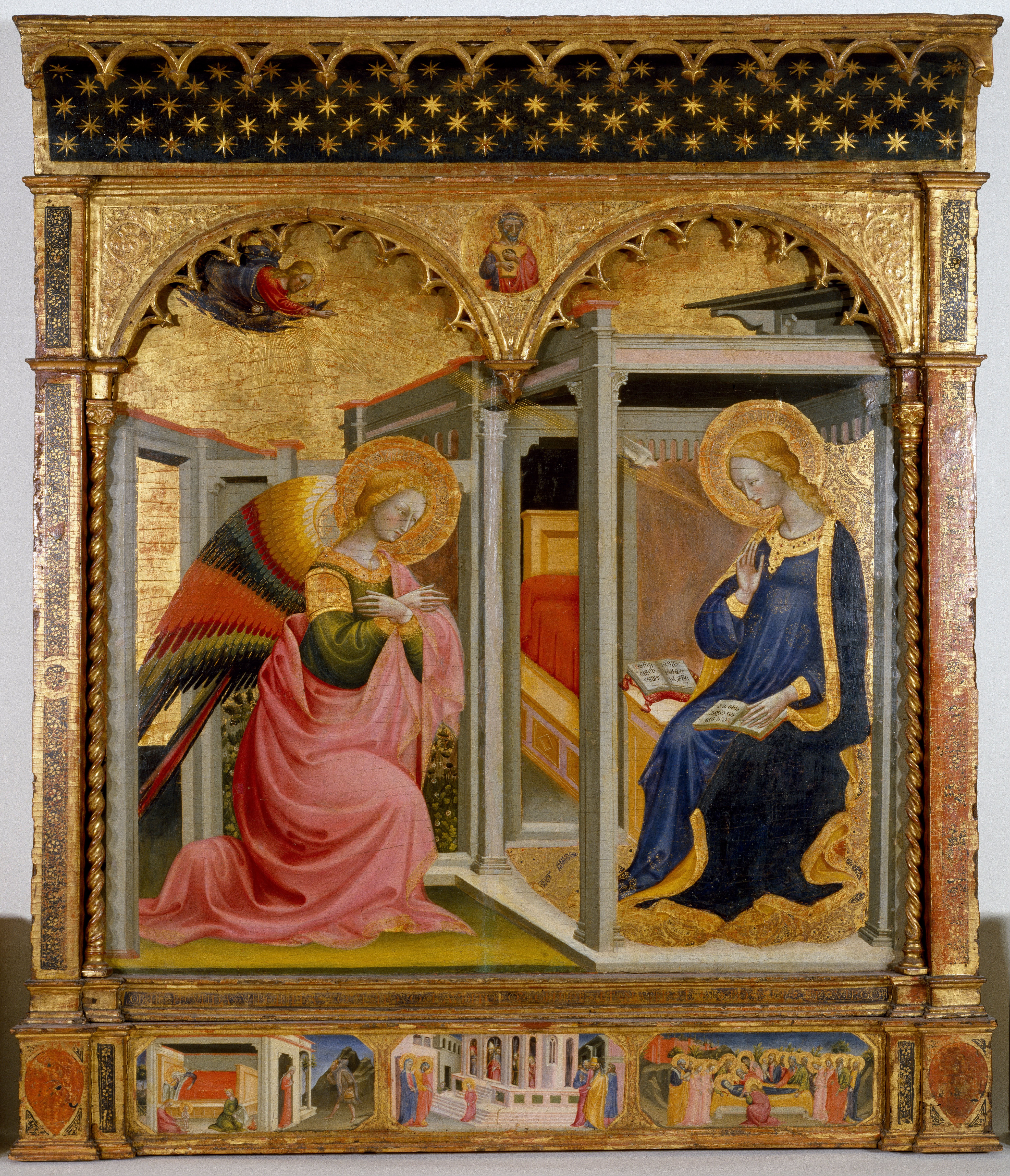
«Благовещение» по иконографии, введённой Фра Анджелико. Помимо «Ecce virgo» в книге, Исайя фигурирует в виде рельефа на фасаде, над колонной

Распространены изображения пророков, которые, по мнению христиан, предсказали события Нового Завета. Древнейшие изображения относятся к VI в. (мозаики церкви Сант Аполлинаре Нуово в Равенне), но формирование иконографии относится к периоду более позднему — к XI—XII вв. «К этому времени относятся все знаменитые памятники, в которых можно найти изображение пророков, говоривших в назидание, увещание и утешение (1 Кор. 14:3) — мозаики и фрески Осиос Лукас в Фокиде (1030—1040 гг.), Софийского собора в Киеве (того же времени); мозаики монастыря Неа Мони на о. Хиос и церкви Успения Богородицы в Нике (середина XI в.), каппадокийские мозаики храмов Эльмали Килисе и Каранлик Килисе в Гереме, мозаики собора монастыря Дафни в окрестностях Афин, росписи монастыря Велюса в Македонии (конец XI в.), мозаики собора Сан Марко в Венеции (начало XII в.), мозаики собора в Монреале (Сицилия, XII в.) и другие».
Мотив сбывшихся ветхозаветных пророчеств часто включался в произведения на новозаветную тематику.
- Сцена «Благовещения» в западноевропейской иконографии иногда содержит надписи, цитирующие оба Завета — архангел Гавриил произносит Ave Maria, а Дева держит на коленях книгу, открытую на «Исайе» со словами Ecce Virgo.
- «Колодец предков» Клауса Слютера (XIV век), на вершине которого было установлено «Распятие», будучи цоколем новозаветной скульптурной группы изображает 6 пророков из числа тех, кто предсказал смерть Христову на кресте (Моисей, Давид, Иеремия, Захария, Даниил и Исайя). В руках у них свитки с пророчествами.

### Латинскиеmotto
- Ecce virgo concipiet et pariet filium («се, Дева во чреве приимет и родит Сына») — (Ис.7:14).

### Церковнославянские надписи иконостаса
Надписи на свитках в пророческом ряде иконостаса:
- Царь Давид: «Слы́ши Дщи и виждь и приклони́ у́хо Твое́, и забу́ди лю́ди Твоя́ и дом отца́ Твоего́» (Пс. 44:11) — паремия на Рождество Богоматери и Введение во храм.
- Исайя: «Се Де́ва во чре́ве зачне́т и роди́т Сы́на и нареку́т и́мя Ему́ Емману́ил», е́же есть сказа́емо «с на́ми Бог» (Ис. 7:14; Мф. 1:23).
- Иезекииль: «Дверь та затворе́на есть, е́юже никто́же не и́мать пройти́» (Иез. 44:2). Текст свитка — паремия на праздники Рождества и Введения во храм Пресвятой Богородицы.
- Малахия: «Се гряде́т Сам Госпо́дь Вседержи́тель, и кто сте́рпит день исхо́да (пришествия) Его» (Мал. 3:1-2); это паремия на день Усекновения главы Иоанна Предтечи — 29 августа[15].